# Никиткино (Дмитриевское сельское поселение)
Никиткино — деревня в Даниловском районе Ярославской области. Входит в состав Дмитриевского сельского поселения.

## География
Находится в северо-восточной части Ярославской области на расстоянии приблизительно 25 км на юг по прямой от железнодорожного вокзала города Данилова, административного центра района.

## История
В 1859 году здесь (деревня Даниловского уезда Ярославской губернии) было учтено 14 дворов, в 1898 — 12.

## Население
Численность населения: 57 человек (1859 год), 5(русские 100 %) в 2002 году, 10 в 2010.